# 피재 3현
피재3현(일본어: 被災3県)은 도호쿠 지방 태평양 해역 지진 당시 가장 큰 피해를 입었던 미야기현, 이와테현, 후쿠시마현을 부르는 말로 매스컴 등 도호쿠 지방 태평양 해역 지진 관련 뉴스에 자주 사용된다.

## 같이 보기
- 도호쿠 지방 태평양 해역 지진
- 미야기현
- 이와테현
- 후쿠시마현